# Operacja n-arna
Operacja {\displaystyle n}-arna (działanie {\displaystyle n}-arne) {\displaystyle \omega } w zbiorze {\displaystyle G} – w algebrze, funkcja, która dla ustalonego {\displaystyle n\geqslant 0} każdemu {\displaystyle n}-elementowemu ciągowi {\displaystyle (a_{1},\dots ,a_{n})} elementów ze zbioru {\displaystyle G} przyporządkowuje pewien element {\displaystyle \omega (a_{1},\dots ,a_{n})} także ze zbioru {\displaystyle G.} Innymi słowy jest to dowolne odwzorowanie  ze zbioru {\displaystyle G^{n}=G\times \dots \times G} ({\displaystyle n}-krotnego iloczynu kartezjańskiego) w zbiór {\displaystyle G.}
Operacją 1-arną (unarną) jest każde odwzorowanie zbioru {\displaystyle G} w zbiór {\displaystyle G.} Operacja 0-arna ustala w zbiorze {\displaystyle G} pewien określony element.
Zamiast o operacjach {\displaystyle n}-arnych mówi się często o operacjach {\displaystyle n}-argumentowych lub działaniach {\displaystyle n}-argumentowych. Na przykład o działaniach dwuargumentowych, trzyargumentowych itd. Operacjami 0-arnymi są na przykład elementy neutralne działań.
Operacja {\displaystyle n}-arna jest podstawowym pojęciem algebry ogólnej, zajmującej się tzw. algebrami uniwersalnymi (krócej algebrami), zbiorami {\displaystyle A} wyposażonymi w pewien zbiór {\displaystyle \Omega } operacji {\displaystyle n}-arnych nazywany sygnaturą. Każda struktura algebraiczna (grupoid, półgrupa, grupa, pierścień, ciało itd.) jest pewną algebrą uniwersalną.

## Operacjen-arne w arytmetyce
- Elementy neutralne dodawania (zero) i mnożenia (jedynka) w zbiorach liczb całkowitych, wymiernych, rzeczywistych lub zespolonych są operacjami 0-arnymi.
- Funkcja przyporządkowująca każdej liczbie całkowitej jej kwadrat jest operacją unarną na zbiorze {\displaystyle \mathbb {Z} .} Podobnie pierwiastek kwadratowy jest operacją unarną na zbiorze liczb rzeczywistych dodatnich {\displaystyle \mathbb {R} _{+}} (ale nie na zbiorze liczb rzeczywistych, ani wymiernych, ani całkowitych) oraz na zbiorze liczb zespolonych {\displaystyle \mathbb {C} .}
- Element odwrotny jest operacją 1-arną na każdym ze zbiorów: {\displaystyle \mathbb {Q} ^{*}=\mathbb {Q} \setminus \{0\},\mathbb {R} ^{*}=\mathbb {R} \setminus \{0\},\mathbb {Z} ^{*}=\mathbb {Z} \setminus \{0\}.}
- Działania dodawania, odejmowania i mnożenia są operacjami 2-arnymi na każdym ze zbiorów: {\displaystyle \mathbb {Q} ,\mathbb {R} ,\mathbb {Z} .} Dzielenie jest operacją 2-arną na każdym ze zbiorów: {\displaystyle \mathbb {Q} ^{*},\mathbb {R} ^{*},\mathbb {Z} ^{*}.}

## Operacjen-arne w algebrze
- Półgrupa jest zbiorem z operacją 2-arną łączną[2].
- Monoid jest półgrupą z elementem neutralnym, który jest operacją 0-arną.
- Grupa jest zbiorem, w którym można wyróżnić operację 2-arną (działanie grupy), operację 1-arną (element odwrotny działania) i operację 0-arną (element neutralny). Są także inne sposoby określania grupy. Wystarczy określić na zbiorze jedną operację 2-arną – dzielenie (jeśli grupa jest multiplikatywna, czyli jej działanie jest mnożeniem)[3].
- Grupę {\displaystyle G} można rozpatrywać jako zbiór {\displaystyle G} ze zbiorem operacji 1-arnych

{\displaystyle \{l_{g}\colon G\to G\colon \forall _{h\in G}\;l_{g}(h)=gh\},} gdzie {\displaystyle g\in G.}
- Pierścień jest zbiorem, w którym można wyróżnić dwie operacje 2-arne (dodawanie i mnożenie), jedną operację 1-arną (element przeciwny) i operację 0-arną (zero). W pierścieniu z jednością można wyróżnić drugą operację 0-arną – jedynkę. O mnożeniu zakłada się co najmniej, że jest łączne i rozdzielne względem dodawania[4].
- Ciało {\displaystyle K} jest zbiorem, na którym określone są dwie operacje 2-arne (dodawanie i mnożenie), operacja 1-arna (element przeciwny), dwie operacje 0-arne (0 i 1). Ponadto na zbiorze {\displaystyle K^{*}} określona jest operacja 1-arna (element odwrotny).

## Operacjen-arne w geometrii
- Iloczyn mieszany trzech wektorów w przestrzeni 3-wymiarowej jest operacją 3-arną na zbiorze wszystkich wektorów tej przestrzeni[5].

## Mnożenien-arne macierzyn-wskaźnikowych
Macierz {\displaystyle n}-wskaźnikowa {\displaystyle A} zawiera {\displaystyle n} wskaźników przebiegających {\displaystyle m} wartości. Taka macierz zawiera {\displaystyle m^{n}} elementów macierzowych o wartościach zespolonych,
{\displaystyle a_{k_{1},\dots ,k_{n}}.}
Mnożenie (iloczyn) macierzy {\displaystyle n}-wskaźnikowych zdefiniowane jest jako {\displaystyle n}-arne działanie wewnętrzne dla dokładnie {\displaystyle n} macierzy, z których każda ma {\displaystyle n} wskaźników przebiegających {\displaystyle m} wartości. Każda macierz zawiera {\displaystyle m^{n}} wartości. Wynikiem jest również macierz {\displaystyle n}-wskaźnikowa.
Jeżeli {\displaystyle B=A^{(1)}A^{(2)},\dots ,A^{(n-1)}A^{(n)},} a {\displaystyle b_{k_{1},k_{2},\dots ,k_{n}}} oznacza element {\displaystyle B} na pozycji {\displaystyle (k_{1},k_{2},\dots ,k_{n}),} to
{\displaystyle b_{k_{1},\dots ,k_{n}}=\sum _{l_{1},\dots ,l_{n-1}=1}^{m}a_{k_{1},l_{1}\dots ,l_{n-1}}^{(1)}*a_{l_{n-1},k_{2},l_{1}\dots ,l_{n-2}}^{(2)}*\ldots *a_{l_{2},\dots ,k_{n-1},l_{1}}^{(n-1)}*a_{l_{1},l_{2},\dots ,k_{n}}^{(n)}}
dla każdego wskaźnika {\displaystyle k_{i},l_{j},} dla których {\displaystyle 1\leqslant k_{i}\leqslant m} oraz {\displaystyle 1\leqslant l_{j}\leqslant m.}